# Baloncesto Superior Nacional 2004
La Baloncesto Superior Nacional 2004 è stata la 75ª edizione della Baloncesto Superior Nacional, la massima lega di basket portoricana.

## Squadre partecipanti
- Atl. de San Germán
- Cang. de Santurce
- Cap. de Arecibo
- Criollos de Caguas
- Gallitos de Isabela
- Gig. de Carolina
- Indios Mayagüez
- Leones de Ponce
- Marat. de Coamo
- Piratas de Queb.
- Toritos de Cayey
- Vaq. de Bayamón

## Regular Season

### Raul Feliciano Conference
|    | Squadra            | G  | V  | P  |
| -- | ------------------ | -- | -- | -- |
| 1. | Cang. de Santurce  | 30 | 23 | 7  |
| 2. | Vaq. de Bayamón    | 30 | 19 | 11 |
| 3. | Cap. de Arecibo    | 30 | 19 | 11 |
| 4. | Criollos de Caguas | 30 | 16 | 14 |
| 5. | Gig. de Carolina   | 30 | 8  | 22 |
| 6. | Toritos de Cayey   | 30 | 3  | 27 |

### Juan Vicens Conference
|    | Squadra             | G  | V  | P  |
| -- | ------------------- | -- | -- | -- |
| 1. | Leones de Ponce     | 30 | 24 | 6  |
| 2. | Marat. de Coamo     | 30 | 20 | 10 |
| 3. | Indios Mayagüez     | 30 | 19 | 11 |
| 4. | Atl. de San Germán  | 30 | 17 | 13 |
| 5. | Gallitos de Isabela | 30 | 7  | 23 |
| 6. | Piratas de Queb.    | 30 | 5  | 25 |

## Vincitore
| Campione BSN 2004            |
| ---------------------------- |
| Leones de Ponce (12° titolo) |

## Statistiche
| Categoria         | Giocatore        | Squadra                 | Stat |
| ----------------- | ---------------- | ----------------------- | ---- |
| Punti per gara    | Christian Dalmau | Atleticos de San German | 24,0 |
| Rimbalzi per gara | Nick Davis       | Piratas de Quebradillas | 14,7 |
| Assist per gara   | Ryan Lorthridge  | Gigantes de Carolina    | 8,1  |

## Premi
- BSN Most Valuable Player: Christian Dalmau, Atleticos de San German
- BSN Most Distinguised Player: Gabe Muoneke, Maratonistas de Coamo
- BSN Rookie of the Year: Jose Luis Rivera
- BSN Defensive Player of the Year: Richard Lugo, Vaqueros de Bayamon
- BSN Comeback Player of the Year: Fernando Ortiz, Maratonistas de Coamo
- BSN Coach of the Year: David Rosario

- All BSN First Team
  - Bobby Joe Hatton, Leones de Ponce
  - Christian Dalmau, Atleticos de San German
  - Franklin Western, Vaqueros de Bayamon
  - Gabe Muoneke, Maratonistas de Coamo
  - Peter John Ramos, Atleticos de San German

- All BSN Second Team
  - Orlando Santiago Cangrejeros de Santurce
  - Eddie Casiano, Leones de Ponce
  - Carlos Escalera, Maratonistas de Coamo
  - Junior Burrough, Atleticos de San German
  - Richard Lugo, Vaqueros de Bayamon

- All BSN Defensive Team
  - Eddin Santiago, Vaqueros de Bayamon
  - Ricardo Dalmau, Indios de Mayaguez
  - Rolando Hourruitinier
  - Anthony Bonner, Leones de Ponce
  - Richard Lugo, Vaqueros de Bayamon